# Chandler (PIM)
Chandler är ett datorprogram för personal information management (PIM). Programmet är fri programvara, ursprungligen licensierat under GNU General Public License, och numera under Apache License. Det ger stöd för kalendrar, e-post, uppgifter och anteckningar. Den senaste versionen finns förutom på engelska även på svenska, finska och franska.
Chandler utvecklas av Open Source Applications Foundation, huvudsakligen med programmeringsspråket Python. Programmet finns för både Windows, Linux och Macintosh. Det är inte döpt efter grundaren Mitch Kapors hund utan efter den kände deckarförfattaren Raymond Chandler.
Chandler:s designmål:
- Bygga på öppen källkod och öppna standarder, välja projekt som är pålitliga, väldokumenterade och har många användare
- Använda Python för att orkestrera lågnivå-kod som kräver höga prestanda
- Skapa en plattform med modulär arkitektur
- Välja ett ramverk för användar-interaktion som fungerar bra på flera plattformar
- Använda en persistent objekt-databas
- Bygga in säkerhet inbyggd från grunden
- Utveckla en arkitektur för delande, kommunikation och samarbete

Chandler beskrivs också i reportageboken Dreaming in Code:Two Dozen Programmers, Three Years, 4732 Bugs, and One Quest for Transcendent Software by Scott Rosenberg.